# El Toro (Baleares)
El Toro es una localidad española perteneciente al municipio de Calviá, en Mallorca, la mayor de las Baleares. Su topónimo lo obtiene de una pequeña isla homónima situada en su cercanía. La urbanización ocupa unos terrenos denominados Ses Penyes Rotges y está asentada junto a un acantilado y dentro de una pequeña bahía con vistas al mar Mediterráneo. Muchos de los chalets de la localidad están construidos al mismísimo borde del acantilado.
La localidad cuenta con un puerto deportivo, llamado Port Adriano, un hotel homónimo de cinco estrellas y tres pequeñas playas, una de las cuales es solo accesible desde embarcación o a nado. Su playa principal era conocida como el Racó de sa Fragata.
También es colindante con el campo de Golf Sta Ponsa II, al norte, así como con la urbanización Nueva Santa Ponsa al oeste y con la urbanización Son Ferrer al este. Forma parte del entramado del Paseo Calviá, conocido como el pulmón verde del municipio.

## Galería

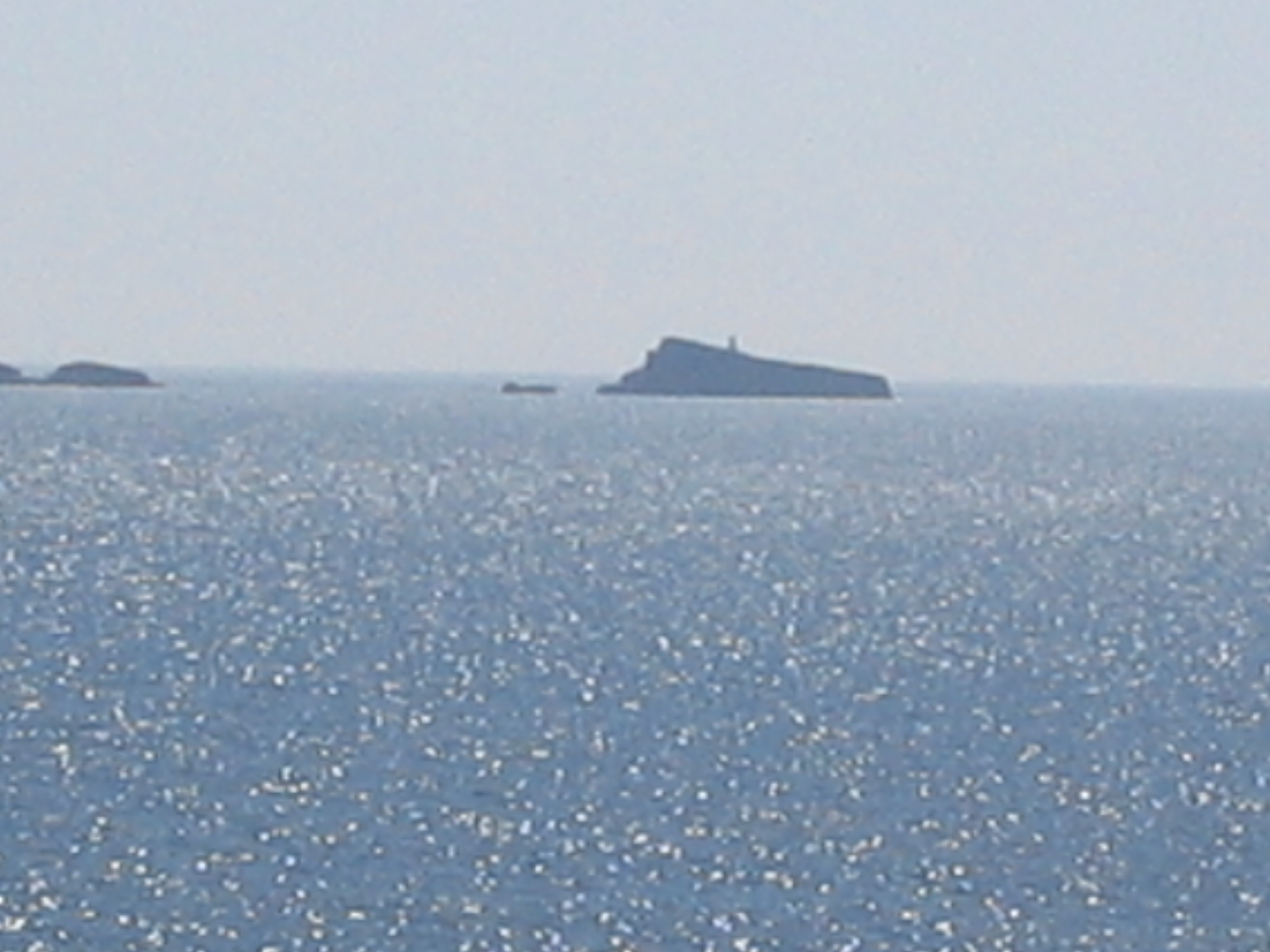
Isla del Toro.
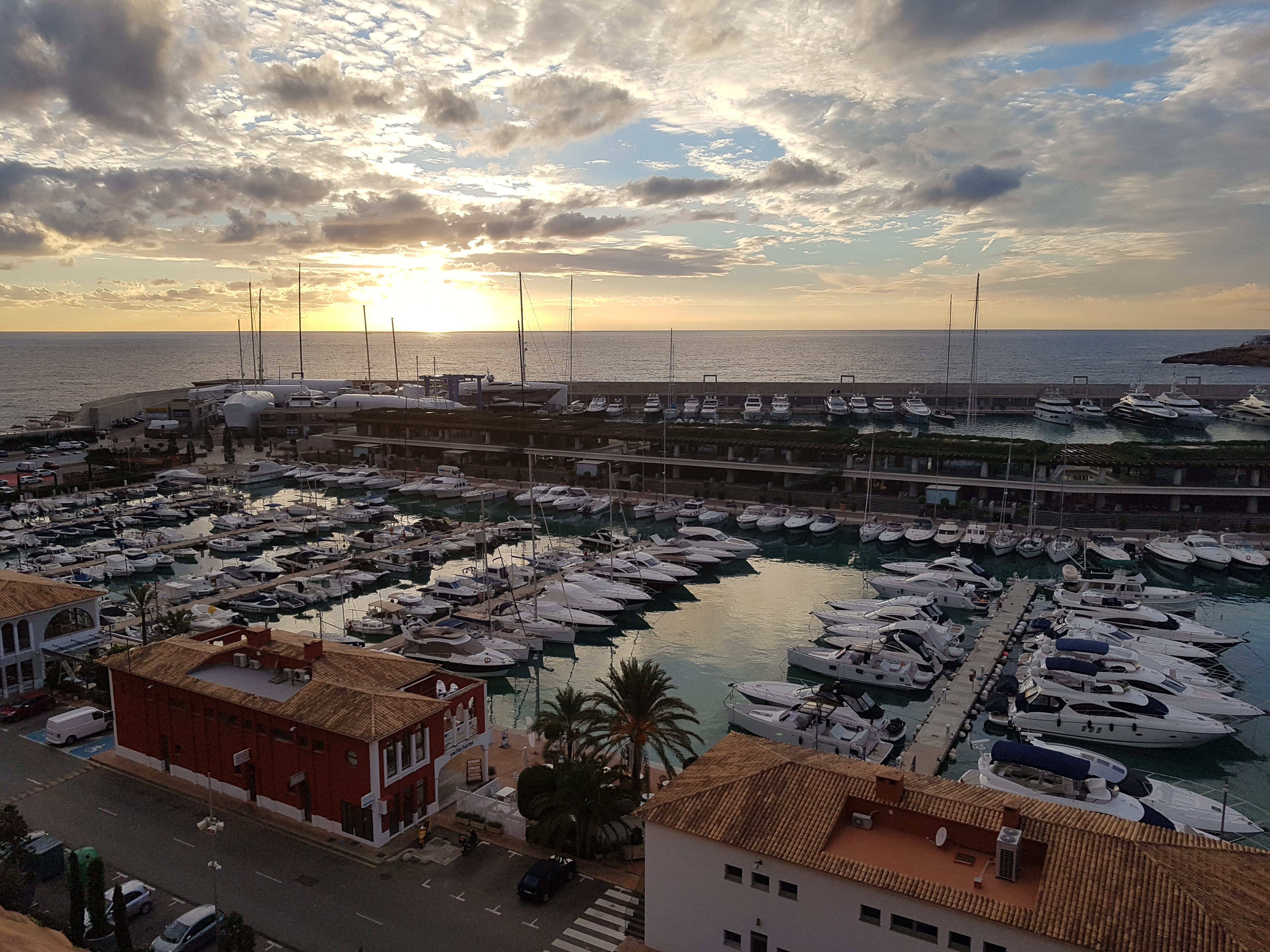
Imagen actual de Port Adriano, el puerto deportivo de El Toro.
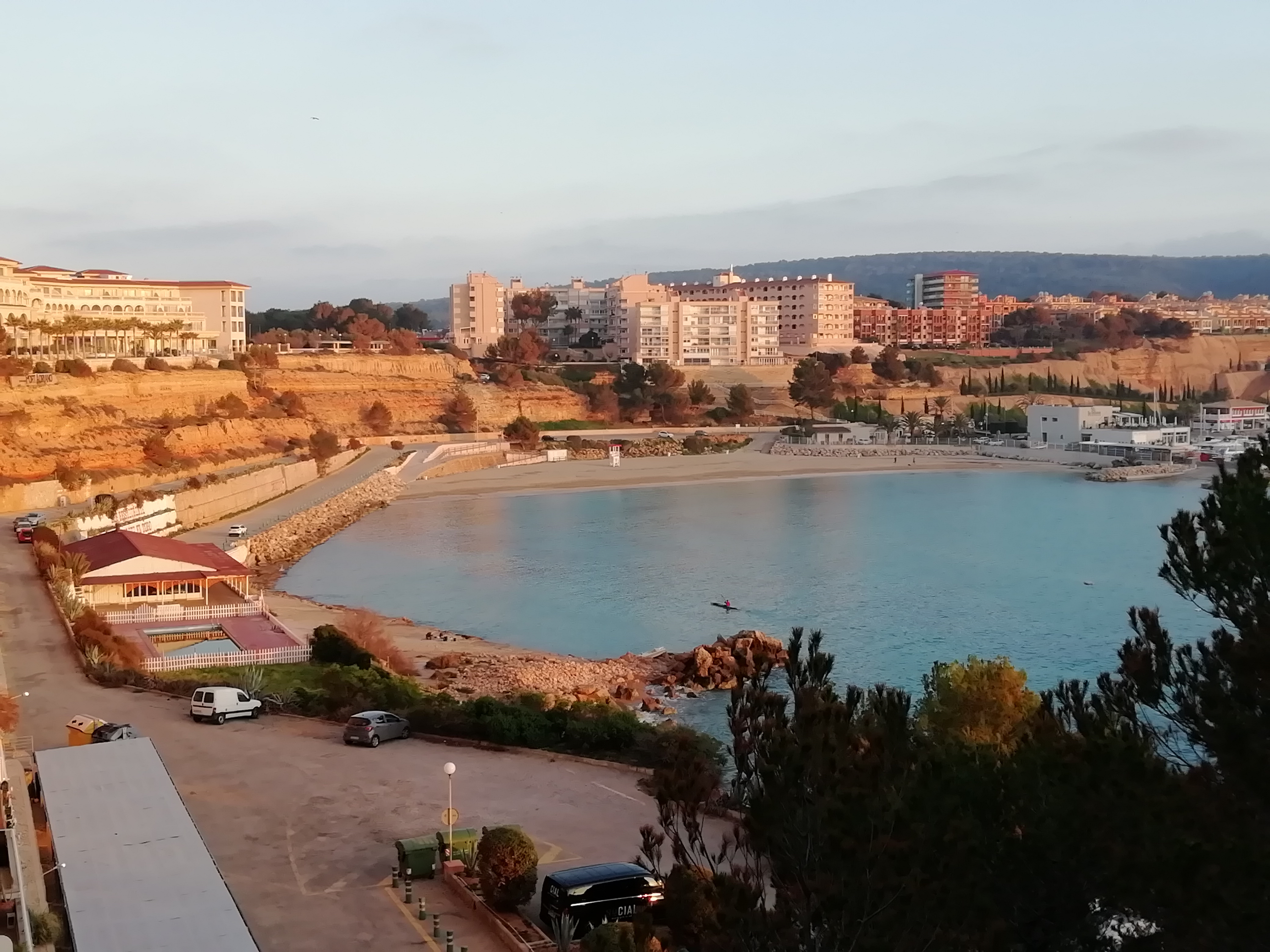
Panorámica de la playa.
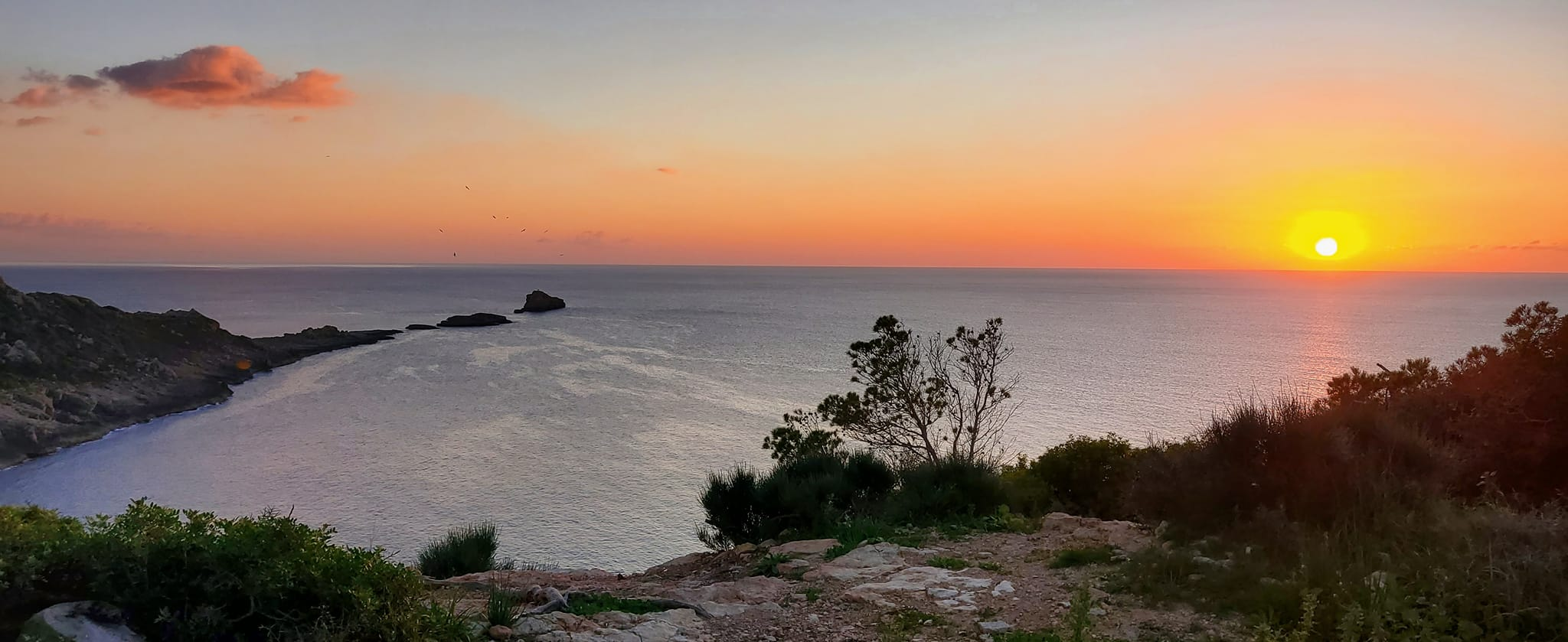
Atardecer de la Reserva Marina El Toro, desde la zona militar de Cala Figuera.